# Carex corstorphinei
Carex corstorphinei là một loài thực vật có hoa trong họ Cói. Loài này được Druce publ. 1916 mô tả khoa học đầu tiên năm 1915.